# Vědecké modelování
Modelování neboli simulace je metoda v odborné a vědecké praxi v mnoha oborech lidské činnosti.

## Účely modelování
V praxi bývá cílem pochopit pozorované jevy, napodobit chování zkoumaného systému, simulovat je na vlastním modelu a následně ovlivnit jeho chování požadovaným způsobem, např. za pomoci zjištěných jeho vnitřních stavů. Modelovaný systém případně lze formálně popsat a následně simulovat i v reálném čase, například na počítači, a dále ho pozorovat. Ovšem narůstající složitost modelů vede k tomu, že je nelze validovat z textů ve vědeckých časopisech. Složitější modely jsou navíc pravděpodobněji špatné.
Model je vždy pouze přiblížením skutečnosti: reálný systém může být velmi složitý, model mu nemusí odpovídat. Z těchto důvodů provádíme ověřovací experimenty, kterými doplňujeme a dále zpřesňujeme parametry modelu nebo i model samotný.
Zatímco výsledkem simulace může být pouhý odhad, výsledkem formalizovaného matematického modelu je hodnota o předpokládatelné přesnosti. Model a jeho parametry jsou výsledkem analýzy systému, jeho úpravou pak lze syntetizovat nový systém, již s požadovanými vlastnostmi. Na něm pak lze ověřovat další vlastnosti, především robustnost a citlivost na změny.
Pro složité systémy typu black box, tedy bez možnosti dekompozice, zpravidla vůbec nelze určit jejich vnitřní stavy: Model je pak jen aproximací chování systému pozorovaného při analýze, tedy bez záruky, že byla pozorována, popsána a do modelu zahrnuta všechna možná chování systému.
Modelování bývá většinou pojímáno jako transdisciplinární činnost, neboť se na něm mohou podílet poznatky z matematiky a fyziky, teorie systémů, teorie pravděpodobnosti, informatiky, kybernetiky či kognitivních věd, operačního výzkumu a jiných.
Modelování slouží nejen pro řešení problémů z praxe, ale je určeno i k provádění nejrůznějších výzkumů a experimentů nebo pro simulace societálních jevů. Použití modelů a simulací je vhodné především pro případy, kdy by při experimentu na reálném systému hrozilo poškození majetku či zdraví.

## Podoby modelování

### Jiná využití
Pojmy modelování a simulace se objevují v mnoha různých slovních spojeních, proto je třeba nastínit, kde je určitá hranice využití vědeckého modelování. Poněkud jiné poslání mají simulátory a trenažéry než ekonomické hry. Zatímco simulátory či trenažéry slouží pro výcvik a zvládnutí korektních reakcí mysli, předvídání a pohybových reakcí člověka, na ekonomické hry lze nahlížet jako na prostředek procvičující týmové spolupráce a strategického myšlení.

### Pohled na realitu
Modelování nedokáže v žádném případě obsáhnout samotnou realitu, nýbrž zjednodušeným pohledem nahlíží na určitou část reálného světa. Pro úspěšné dotvoření a využití modelu je třeba pochopit problém, který chceme zachytit, mít předem specifikovaný cíl a zároveň použít kvalitní zdrojová data. Pomocí některých simulačních programů lze tyto reality částečně popsat a přiblížit je tak studentům, odborníkům i široké veřejnosti.

## Analytický přístup a algoritmizace
Vzhledem k tomu, že simulační model se ve výsledku stává například nějakým počítačovým programem, je pro jeho sestavení nutná specifická algoritmizace. Nejdůležitější fází pro vědecký model je způsob zachycení času. Z tohoto hlediska se simulace v zásadě dělí na simulace spojité a diskrétní. U spojitého modelování probíhají děje bez časových skoků a výsledky modelu se mění průběžně. Diskrétní simulace vykazují změny hodnot modelu v případě, že nastane nějaká nová událost díky níž se změní hodnota nějaké proměnné.

## Nástroje modelování
Základem některých simulačních počítačových programů (například Powersim, Simprocess, Simul8 aj.) je práce v prostředí pracovní plochy, kde umísťujeme různorodé prvky a doprovodné vazby na pracovní plochu.